# Abell 1835
| Abell 1835                                    | Abell 1835           |
| --------------------------------------------- | -------------------- |
| Abell 1835                                    |                      |
| Hubble-Aufnahme, Bildausschnitt ca. 3′        |                      |
| Sternbild                                     | Virgo                |
| Position Epoche: J2000.0 Äquinoktium: J2000.0 |                      |
| Rektaszension                                 | 14h 01m,0            |
| Deklination                                   | +2° 52′,7            |
| Physikalische Daten                           |                      |
| Rotverschiebung                               | 0,2516 ± 0,0006      |
| Entfernung                                    | ca. 1300 Mio. Parsec |
| Katalogbezeichnungen                          |                      |
| RX J1401.0+0253                               |                      |

Abell 1835 (A1835) ist ein Galaxienhaufen im Sternbild Virgo, der etwa 1000 Megaparsec entfernt ist; es handelt sich um einen cD-Haufen. Abell 1835 weist einen massereichen Cooling Flow auf und ist einer der hellsten bekannten Röntgencluster (Röntgenleuchtkraft im Bereich von 2 bis 10 keV: 4,5 · 1045 erg·s−1).

## Abell 1835 IR1916
Im Jahr 2004 wurde die Entdeckung einer Galaxie mit einer Rotverschiebung von z = 10 mit Hilfe von Abell 1835 als Gravitationslinse veröffentlicht. Diese Galaxie mit der Bezeichnung Abell 1835 IR1916 wäre gemäß diesen Resultaten die am weitesten entfernte bis dahin bekannte Galaxie gewesen. Spätere Untersuchungen konnten diese Entdeckung jedoch nicht bestätigen.